# اللغة العربية القديمة
اللغة العربية القديمة هو اسم يطلق على اللهجات/اللغات العربية قبل الإسلام، أقدم دليل على اللغة العربية اكتشف في قرية باير بالأردن وذلك في نقش مكتوب بالخط الثمودي (ب)، تمت كتابة اللغات واللهجات العربية القديمة بالعديد من الخطوط مثل الصفائية والحسمائية والنبطية والثمودية والدادانية والمسمارية والفينيقية والمسند الجنوبي (قرية الفاو) وحتى اليونانية.

## التصنيف
تصنف اللغة العربية القديمة ونسلها على أنهم من اللغات السامية الوسطى، وهي مجموعة لغات وسيطة تحتوي على اللغات السامية الشمالية الغربية القديمة، مثل الآرامية والعبرية، وأيضًا لغات الدادانيين، والنقوش التيمائية، واللغة غير المفهومة جيدًا التي تسمى بالثمودية، وغيرها من اللغات اليمنية القديمة المكتوبة بالخط العربي الجنوبي القديم، أو خط المسند.

## التاريخ
يعود أقدم إثر للغة العربية لأوائل الألفية الأولى قبل الميلاد في نقش عثر عليه في قرية باير بالأردن مكتوب بالخط الثمودي ب وهو عبارة عن دعاء لإلهة الممالك الكنعانية.
إحدى سمات العربية النبطية والعربية الحجازية القديمة (التي تطورت منها العربية الفصحى) بشكل كبير فيما بعد هي أل التعريف، ويعد أول استعمال أدبي غير مشكوك بصحته لهذه السمة يعود للقرن الخامس قبل الميلاد، في تفصيل لإحدى الآلهات قبل الإسلام يقتبسها المؤرخ الإغريقي هيرودوتس في كتاب التواريخ (الأول: 131، الثالث: 8) في شكلها العربي باسم اللات (Ἀλιλάτ)، بمعنى «الإلهة». تم توفير جزء مبكر من الأدلة الكتابية لهذا الشكل من المقال من خلال نقش يعود إلى القرن الأول قبل الميلاد في قرية الفاو، المعروفة سابقًا باسم قرية ذات كَهِل، بالقرب من السليل في المملكة العربية السعودية.

### القرن الرابع قبل الميلاد

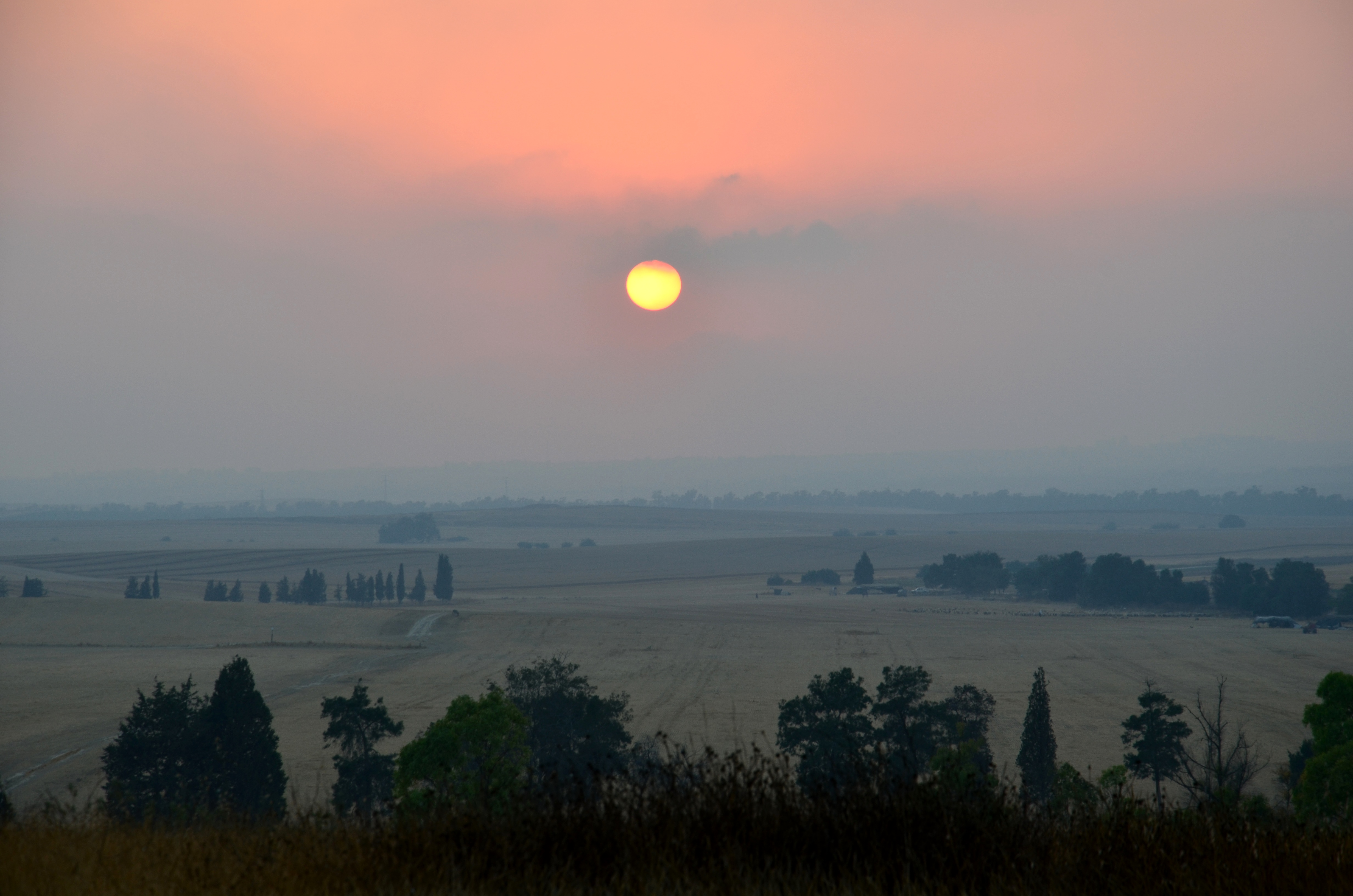
النقب الشمالي

تشهد بعض الشُّقَفُ المرسومة باللغة الآرامية، والتي تعود إلى ما بين عام 362 وحتى عام 301 قَبل الميلاد، على وجود شعب أصله إدومي في جنوب وادي الخليل وبئر السبع قَبل الفترة الهلنستية. تحتوي تلك الشقف على أسماء أعلام شخصية يمكن تعريفها بأنها «عربية» على أساس سماتها اللغوية الآتية:
1. استعمالها للمفردات «وهب» و«قوس-وهب»، بعكس «يهب» السامية الشمالية الغربية؛ والمفرد «يتع»، بعكس «يسع» الآرامية، و«يشع» العبرية
2. إضافة صوت الواو إلى نهاية أسماء الأعلام الشخصية (وهي عملية ما زالت تؤدى في العربية الحديثة)، مثل: «عزيزو»، و«عبدو»، و«نمرو»، و«ملكو»، و«حلفو»، و«زيدو»
3. أسماء أعلام مؤنثة تنتهي بتاء التأنيث (بعكس الهاء في الآرامية والعبرية)، مثل: «يعفت»، و«حلفت»
4. أسماء أعلام تنتهي بالنون (والذي مهد الطريق للتنوين في العربية الحديثة)، مثل: «عدرن»، و«مطرن»، و«حلفن»، و«زيدن»

### القرن الثاني قبل الميلاد - القرن الأول الميلادي

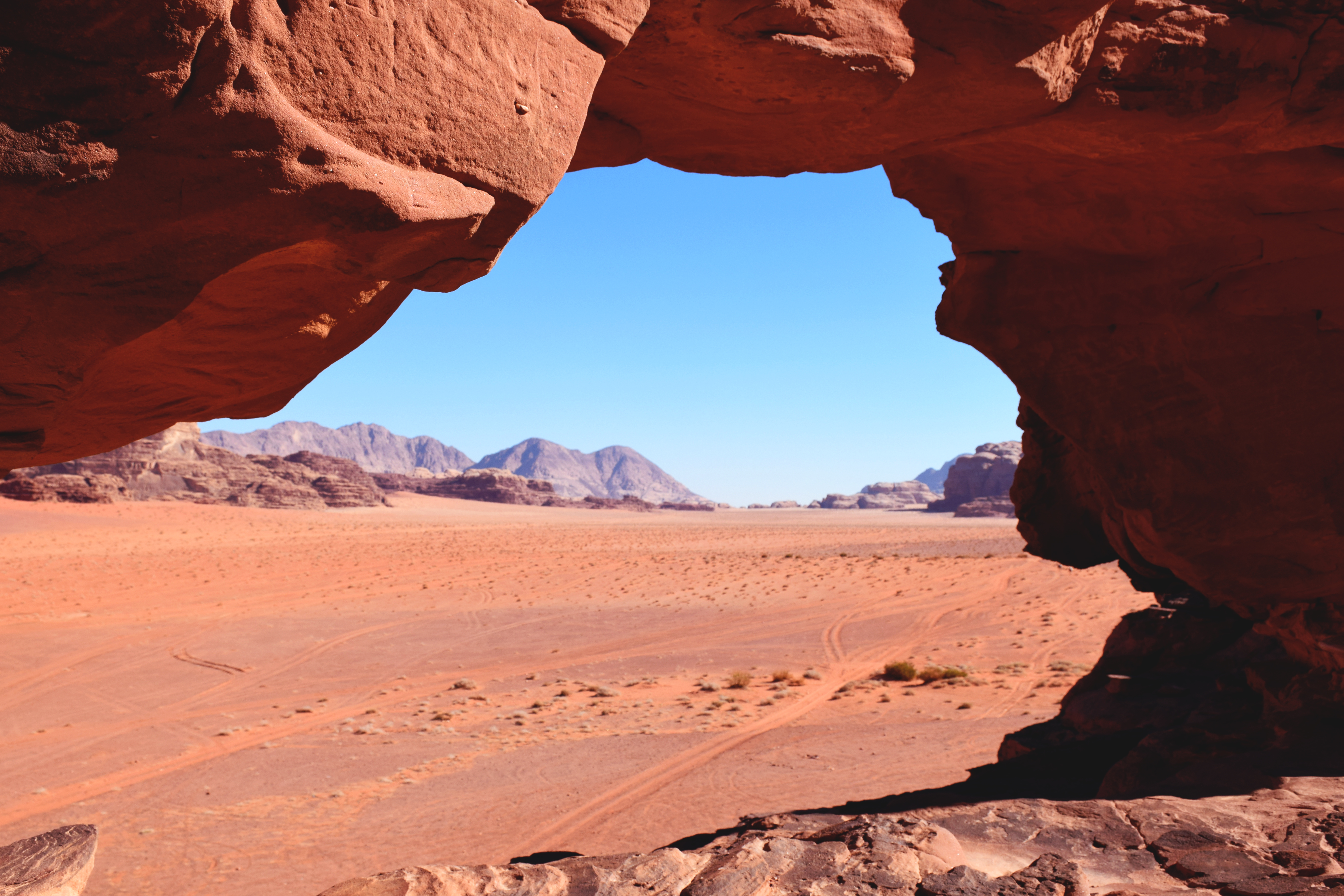
وادي رم، موقع للعديد من النقوش الحسمائية

تشهد النقوش الحسمائية المتزامنة مع المملكة النبطية على مجموعة متنوعة من اللغات العربية القديمة التي من الممكن أنها دمجت الصوت الأسناني الاحتكاكي المجهور (ð؛ يشابه الحرف «ذ») مع صوت الحرف «د» في وقتها. علاوة على ذلك، هناك 52 نقشًا حسمائيًا يشهد على الصيغة «ذكرت لت» (ذَكَرَتِ اللَّاتُ)، وهي مماثلة لصيغ أخرى موثقة في النقوش المسيحية من شمال سوريا إلى شمال شبه الجزيرة العربية خلال القرن السادس وربما حتى السابع الميلادي.

### القرن الثاني الميلادي

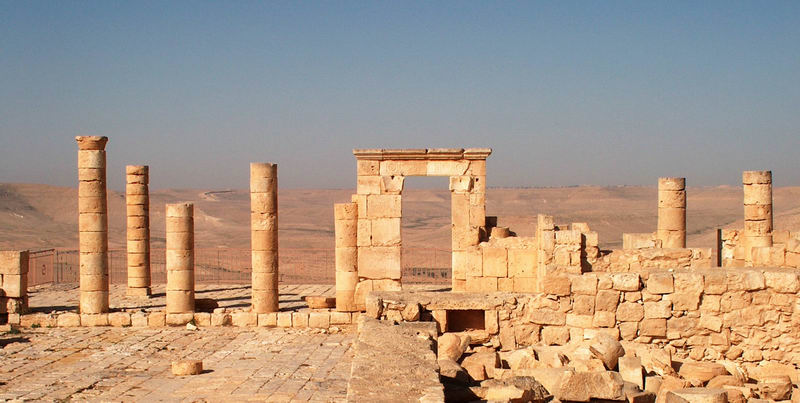
معبد عبيدة

بعد ثورة بار كوخبا عام 135 م، تفيد المصادر الأدبية بأن منطقتي يهودا والنقب تم إعادة توطينهما من قِبل الوثنيين. قد يدل التحول في أسماء المواقع الجغرافية نحو النطق العربي، والذي يظهر فقط في النسخ الإغريقية، على أن العديد من هؤلاء الوثنيون أتوا من المحافظة العربية البترائية. على سبيل المثال، يبدو أن مؤلف خارطة مادبا قد أدرك ذلك في مدخله عن بئر السبع، بحيث لاحظ تغيرًا في نطق اسم المنطقة من «إبئرْسبي» إلى «بِئْرُ السَّبَع».

### القرن السادس الميلادي

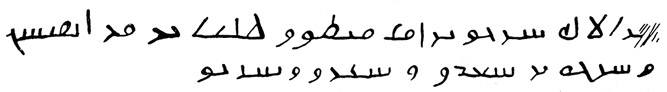
نقش زَبَد (512 م)

أقدم نقش عربي من القرن السادس اكتشف في زَبَد (512 م)، وهي بلدة بالقرب من حلب في سوريا. يتكون النقش العربي من قائمة بالأسماء المنحوتة على الجزء السفلي من عتب استشهاد مكرس للقديس سركيس، وتشغل الأجزاء العلوية منه كتابات بالإغريقية والسريانية. يوجدا أيضًا نقشان باللغة العربية في المنطقة الجنوبية على حدود حوران، أحدهما على جبل أُسَيس (عام 528 م) والآخر في حرَّان (عام 568 م).

### القرن السابع الميلادي

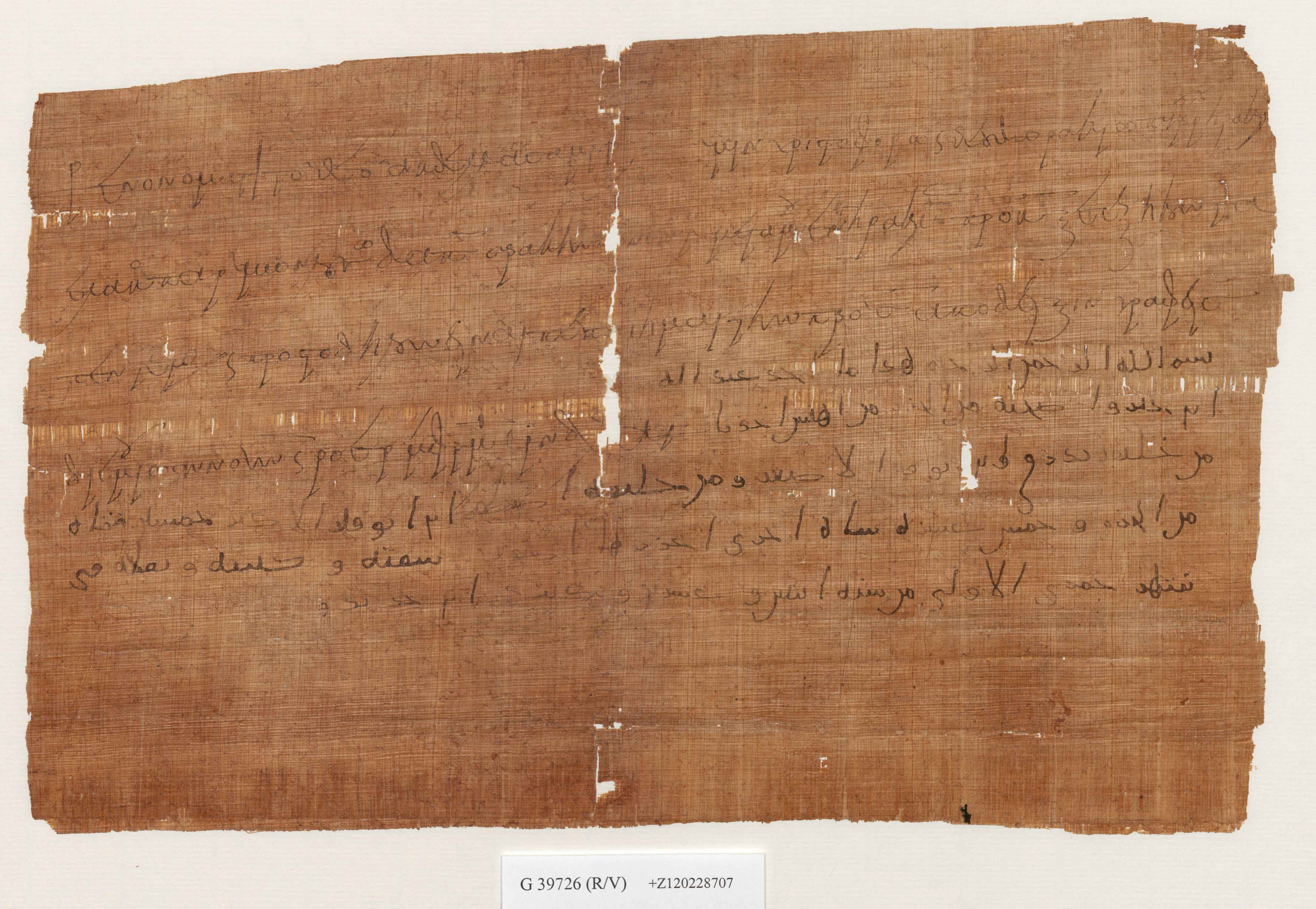
ورقة PERF 558 البردية، وهي أقدم كتابة ورقية عربية

القرآن، كما وُحِّد في عهد عثمان بن عفان، الذي حكم من عام 644 إلى 656، هو أقدم مخطوطة عربية لا تزال موجودة، وأقدم دليل غير منقوش للهجة الحجازية القديمة. مخطوطة القرآن بجامعة برمنغهام تم توقع تاريخ تدوينها باستخدام الكربون المشع لِما بين 568 و645 م، وتحتوي على قطع من الأجزاء الثامن العشر، والتاسع عشر، والعشرون.
PERF 558 (643 م) هي أقدم كتابة ورقية تحتوي على اللغة العربية، أقدم ورقة بردية إسلامية، وتشهد على استكمال الإضافة الواوية حتى في الفترة الإسلامية. نقش الزهير (644 م) هو أقدم نقش إسلامي صخري. يتحدث النقش عن وفاة عمر بن الخطاب، ويشتهر بنظام التنقيط الكامل. من الملحوظ أيضًا وجود نقش عربي مسيحي يذكر يزيد الأول لاستمراره في الصيغ العربية المسيحية للقرن السادس بالإضافة إلى الحفاظ على أشكال الحروف والإضافة الواوية من قبل الإسلام.

## في علم الأصوات

### الحروف الساكنة
|                     |                     | الشفوية | الأسنانية | الأسنانية | الأسنانية-اللثوية | الأسنانية-اللثوية | الغارية | الطبقية   | الطبقية | الحلقية | الحنجرية |
| بسيطة               | واضحة               | الشفوية | بسيطة     | واضحة     | بسيطة             | واضحة             | الغارية |           |         | الحلقية | الحنجرية |
| ------------------- | ------------------- | ------- | --------- | --------- | ----------------- | ----------------- | ------- | --------- | ------- | ------- | -------- |
| الأنفية             | الأنفية             | ‎[m]‏ م   |           |           | ‎[n]‏ ن             |                   |         |           |         |         |          |
| الانفجارية          | همسية               | ‎[pʰ]‏ ف  |           |           | ‎[tʰ]‏ ت            | [tʼ] ط            |         | ‎[kʰ]‏ ك    | [kʼ] ق  |         | ‎[ʔ]‏ ء    |
| الانفجارية          | جهرية               | ‎[b]‏ ب   |           |           | ‎[d]‏ د             |                   |         | ‎[g]‏ ج (چ) |         |         |          |
| الاحتكاكية          | همسية               |         | ‎[θ]‏ ث     | ‎[tθʼ]‏ ظ   | ‎[s]‏ س             | ‎[tsʼ]‏ ص           |         | ‎[x]‏ خ     |         | ‎[ħ]‏ ح   | ‎[h]‏ ه    |
| الاحتكاكية          | جهرية               |         | ‎[ð]‏ ذ     |           | ‎[z]‏ ز             |                   |         | ‎[ɣ]‏ غ     |         | ‎[ʕ]‏ ع   |          |
| الجانبية الاحتكاكية | الجانبية الاحتكاكية |         |           |           | ‎ɬ‏ ش               | ‎[tɬʼ]‏ ض           |         |           |         |         |          |
| الجانبية            | الجانبية            |         |           |           | ‎l‏ ل               |                   |         |           |         |         |          |
| النقرية             | النقرية             |         |           |           | ‎r‏ ر               |                   |         |           |         |         |          |
| الشبه صامتة         | الشبه صامتة         |         |           |           |                   |                   | ‎[j]‏ ي   | ‎[w]‏ و     |         |         |          |

1. 1 2  عُبِّرَ عن السواكن البين أسنانية والحروف الجانبية تعبيرًا واضحًا في الحجازية القديمة، على عكس اللغة العربية الشمالية القديمة، حيث بقوا بلا صوت.

### الحروف المتحركة
|          | قصيرة   | قصيرة    | طويلة   | طويلة |
| الأمامية | الخلفية | الأمامية | الخلفية |       |
| -------- | ------- | -------- | ------- | ----- |
| المغلقة  |         |          | ‎iː‏      | ‎uː‏    |
| المتوسطة | e       | o        |         |       |
| المفتوحة | ‎a‏       | ‎a‏        | ‎aː‏      | ‎aː‏    |

|          | قصيرة   | قصيرة    | طويلة   | طويلة |
| الأمامية | الخلفية | الأمامية | الخلفية |       |
| -------- | ------- | -------- | ------- | ----- |
| المغلقة  | ‎i‏       | ‎u‏        | ‎iː‏      | ‎uː‏    |
| المتوسطة | e       |          | ‎eː‏      | ‎oː‏    |
| المفتوحة | ‎a‏       | ‎a‏        | ‎aː‏      | ‎aː‏    |